# Taburno spumante
Il Taburno spumante è un vino DOC la cui produzione è consentita nella provincia di Benevento.

## Caratteristiche organolettiche
- colore: paglierino più o meno intenso-spuma fine e persistente.
- odore: fine, leggero, fruttato.
- sapore: secco, elegante, persistente.

## Produzione
Provincia, stagione, volume in ettolitri
- nessun dato disponibile